# Cum se reușește în dragoste
Cum se reușește în dragoste (titlul original: în franceză Comment réussir en amour) este un film de comedie francez, realizat în 1962 de regizorul Michel Boisrond, protagoniști fiind actorii Dany Saval, Jean Poiret, Jacqueline Maillan și Roger Pierre.

## Rezumat
Bernard, un editor tânăr și serios de cărți religioase, se trezește atras în aventuri amuzante și pline de evenimente cu Sophie, o dansatoare ciudată. Pierzându-și propriul control, a intrat în Editions du Soleil datorită manuscrisului prietenului său Marcel: Cum să reușești în dragoste.
Eliberat de timiditatea lui, a reușit cu brio în carieră iar pe măsură ce a profitat de învățăturile manuscrisului, Bernard a ajuns să se căsătorească cu Sophie. Dar în curând se trezește confruntat cu fanteziile tinerei impetuoase...

## Distribuție
- Dany Saval – Sophie Rondeau
- Jean Poiret – Bernard Monod
- Jacqueline Maillan – Edmée Rondeau
- Roger Pierre – Marcel
- Dominique Davray – Joséphine
- Jacques Charon – le directeur des Éditions du Soleil
- Hélène Duc – la femme du directeur des Éditions du Soleil
- Maurice Chevit – l'agent
- Claude Piéplu – le professeur de danse
- Robert Seller – le docteur
- Noël Roquevert – le directeur des Éditions Saint-Vincent-de-Paul
- Michel Serrault – le commissaire
- Max Montavon – l'éditeur de chanson
- Audrey Arno – Gillian
- Eddy Mitchell – le chanteur
- Christian Marin – Fernand
- Harry Max – le vendeur d'appartements
- Bernard Musson – le vendeur d'appartements
- Pascal Mazzotti – le vendeur d'appartements
- Nono Zammit – un agent
- Les Chaussettes Noires

## Melodii din film
- Parce que tu Sais – muzica de Georges Garvarentz, textul de Clément Nicolas, interpretat de Eddy Mitchell și Les Chaussettes Noires
- Boing Bong – muzica de Georges Garvarentz, textul de Maurice Falconier și Marc Taynor, interpretat de Eddy Mitchell și Les Chaussettes Noires
- Ça ne Peut plus Durer comme ça – muzica de Georges Garvarentz, textul de Clément Nicolas, interpretat de Eddy Mitchell și Les Chaussettes Noires
- Oublie-Moi – muzica de Georges Garvarentz, textul de Noël Roux, interpretat de Eddy Mitchell și Les Chaussettes Noires
- Toi quand tu me Quittes – muzica de Georges Garvarentz, textul de Noël Roux, interpretat de Eddy Mitchell și Les Chaussettes Noires

## Lansare
Filmul Cum se reușește în dragoste a avut premiera în Franța pe data de 16 noiembrie 1962.
În România premiera filmului a avut loc la data de 5 iulie 1965 la „Grădina Expoziția realizărilor economiei naționale a R.P.R.” (Piața Scînteii) din capitală.